# Brainpark
Brainpark is een bedrijventerrein in Rotterdam. Het is gelegen aan de oostzijde van de stad tussen de A16 en de Kralingse Zoom en is vooral bedoeld als kantorenpark, vandaar de naam.
Het bestaat uit drie delen:

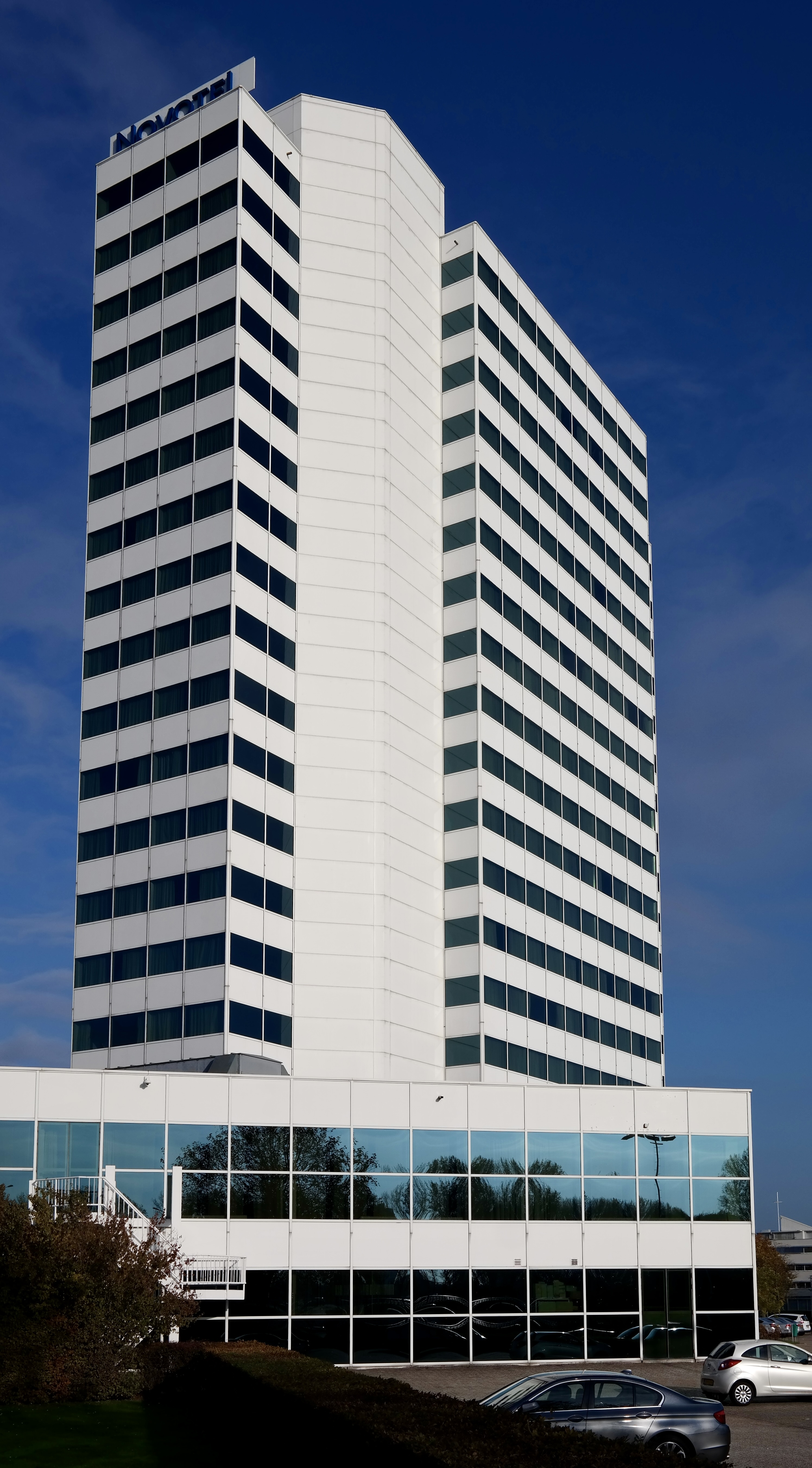
Novotel Rotterdam

Brainpark I ligt aan de westzijde van de A16 en ten zuiden van het metrostation Kralingse Zoom.
De meest opvallende vestigingen hier zijn: het Novotelhotel, dat vooral bekendstaat als het atletenhotel tijdens de marathon van Rotterdam, en de vestiging van het Kadaster in een opvallend rond gebouw.
Brainpark II ligt ten noorden van het metrostation Kralingse Zoom, eveneens langs de A16. Hier zijn vooral een aantal financiële instellingen gevestigd.
Brainpark III was oorspronkelijk een onderdeel van het Rivium en ligt daarom ook ten oosten van de A16. Toen de verkoop en verhuur van de kantoorpanden daar ernstig stagneerde, rond 2000, heeft Rotterdam een deel van dit terrein overgenomen en toegevoegd aan het Brainpark. Het grenst aan de nieuwe wijk Fascinatio in Capelle aan den IJssel.